# Shodō

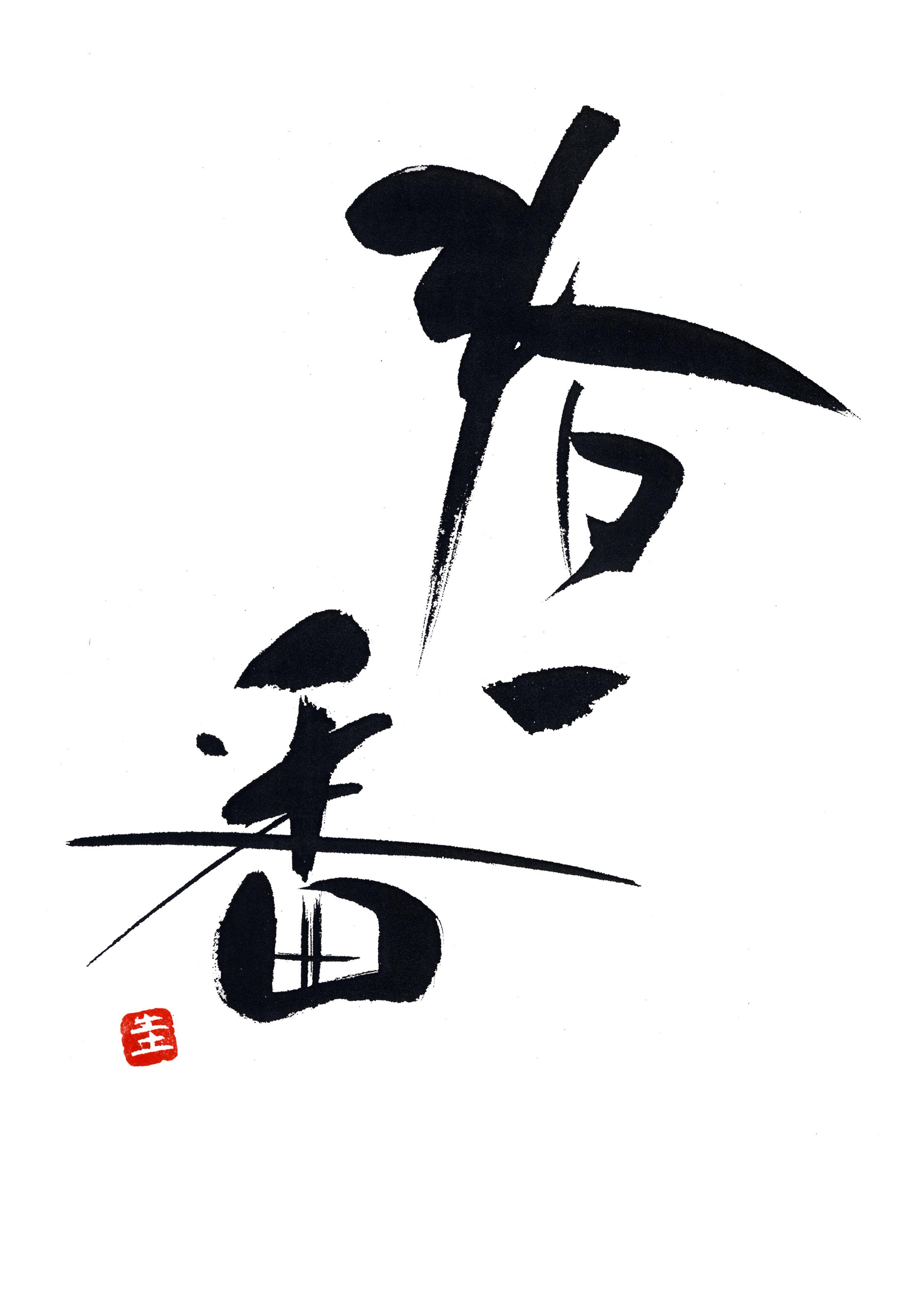
Exemplu de caligrafie contemporană: Primul vânt de primăvară (春一番, haru-ichi-ban) pictat de Ishizaki Keisui

Caligrafia japoneză shodō (書道?) este, ca și caligrafia în celelalte țări din sfera culturală chinezească, o ramură a artelor frumoase.
Istoria caligrafiei japoneze începe cu introducerea scrisului chinezesc în secolul 5 e.n.
Primul text de caligrafie japoneză care mai există se pare că este un comentariu despre Sutra Lotusului scris de prințul Shōtoku (574-622). Dar călugărul Kūkai (774-835) este probabil cel care a avut cea mai mare influență în a dezvolta caligrafia japoneză într-o formă estetică. O mare transformare a apărut prin sec. X și XI, când s-a trecut de la imitarea rigidă a stilului chinezesc la un stil mai original japonez. Dar între sec. XII și XIV influența chinezească se va face din nou simțită, prin stilul din timpul dinastiei Song (960-1279), în special prin intermediul călugărilor Zen. Lucrări de caligrafie ale acestor călugări zen se numeau bokuseki și erau foarte căutate de mănăstiri, care le tratau ca un fel de icoane. 
Când secta zen Ōbaku a fost întemeiată în orașul Uji la sud de Kyoto pe la începutul perioadei Edo, călugării chinezi care au jucat un rol importat în această întemeiere au adus cu ei stilurile de caligrafie ale dinastiei Ming, care au fost îmbrățișate cu entuziasm de câtre învățații japonezi, care au creat un nou stil, numit karayō (stilul chinezesc) care a pus oarecum în umbră stilul predominant până atunci, așa-numitul stil wayō (stilul japonez).

## Caligrafia modernă
După al Doilea Război Mondial, s-a născut stilul avangardist zen'ei shodō, care este un stil pur abstract, diferența față de stilurile clasice fiind oarecum asemănătoare cu diferența între pictura abstractă și cea descriptivă în arta occidentală.

## Caligrafia și artele marțiale
Caligrafia este și una din disciplinele pe care cei care paractică artele marțiale trebuie să le studieze. De exemplu kosho shorei ryu spune că arta caligrafiei este indispensabilă unui adevărat bushi. Adevarata artă a caligrafiei implică o trăire interioară exact ca un luptator care se pregătește de luptă și iși întâmpină moartea privind-o în față, spunea Bruce Juchnik, ultimul discipol al lui James Mitose, întemeietorul stilului kosho shorei ryu.